# Emmanuel
Emmanuel – symboliczne imię (z hebrajskiego  'immanu 'el – Bóg jest z nami), przypisywane przez proroka Izajasza chłopcu, którego królowi Achazowi miała urodzić młoda kobieta (Iz 7,14) w momencie poważnego zagrożenia dynastii. W chwili wygłoszenia proroctwa król Damaszku, Resin, i król Izraela, Pekach, oblegli Jerozolimę w ramach toczącej się wojny syro-efraimskiej. Emmanuel miał być znakiem Bożej łaski wobec Achaza, skutkującej niepowodzeniem koalicji.
Fragmenty księgi Izajasza mówiące o Emmanuelu (Iz 6,1-Iz 9,6) nazywane są Księgą Emanuela.
Od co najmniej II w. p.n.e. tradycja hebrajska interpretuje te wyjątkowe narodziny w sensie mesjańskim.
Chrześcijaństwo odnosi te wyrocznie do Marii i jej Syna, Jezusa Chrystusa (Mt 1,23), dziedzica tronu Dawidowego, i do definitywnej obecności Boga pośród ludzi (Mt 28,20).
W Jezusie Chrystusie Bóg stał się Emmanuelem. Odtąd jest nie tylko pośród nas, lecz również w nas. Bliskość Boga względem człowieka w Jezusie Chrystusie rozciąga się na innych ludzi, którzy w ten sposób stanowią Kościół. Przez to, iż jest On Ciałem Chrystusa, rzeczywistość ,,Boga z nami" nie ogranicza się do jednego człowieka, lecz rozciąga się na całą ludzkość.
W ikonografii wschodniochrześcijańskiej istnieje typ przedstawiania Chrystusa nazwany Emmanuel.